# Sid Gillman
Sidney „Sid“ Gillman (* 26. Oktober 1911 in Minneapolis, Minnesota; † 3. Januar 2003 in Carlsbad, Kalifornien) war ein US-amerikanischer American-Football-Spieler und -Trainer. Er spielte als End in der American Football League bei den Cleveland Rams. Gillman war einer der einflussreichsten Trainer in der amerikanischen Footballgeschichte. Er war als Head Coach unter anderem in der American Football League (AFL) und in der National Football League (NFL) bei den Los Angeles Rams, den Los Angeles/San Diego Chargers und den Houston Oilers aktiv.

## Spielerlaufbahn

### Collegekarriere
Sid Gillman studierte von 1931 bis 1933 an der Ohio State University. Er spielte an seinem College Football für die Ohio State Buckeyes als End. In den Jahren 1932 und 1933 wurde er zum All American gewählt. Im Jahr 1933 agierte er als stellvertretender Mannschaftskapitän seines Teams und wurde in die Auswahl der Western Conference gewählt. Im gleichen Jahr spielte er im East-West Shrine Game einem Auswahlspiel der besten Collegefootballspieler. Im Jahr 1934 spielte er im Senior Bowl gegen die Chicago Bears. Im Senior Bowl traf eine Collegeauswahlmannschaft auf den amtierenden Meister der NFL. Sein Gegenspieler war Bronko Nagurski, der ihn hart attackierte. Gillman erkannte in diesem Spiel, dass seine sportliche Zukunft weniger auf dem Spielfeld, als an der Seitenlinie als Trainer lag.

### Profikarriere
Gillman Profikarriere war kurz. Im Jahr 1936 wurde die American Football League gegründet. Er schloss sich daraufhin in diesem Jahr den Cleveland Rams an. Zeitgleich war er als Assistenztrainer tätig. Nach einem Spieljahr bei der Mannschaft aus Cleveland beendete er seine Spielerlaufbahn.

## Trainerlaufbahn

### Collegetrainer
Sidney Gillman war in den Jahren 1935 bis 1937 Assistenztrainer an der Denton University, bevor er drei Jahre lang in gleicher Funktion an der Ohio State University tätig war. Im Jahr 1942 erhielt er seine erste Anstellung als Head Coach an der Miami University. Im Jahr 1947 machte er mit seiner Mannschaft zum ersten Mal landesweit auf sich aufmerksam. Die Miami RedHawks gewannen in dieser Saison neun von zehn Spielen und schlugen im Jahr 1948 im Sun Bowl die Mannschaft der Texas Tech University mit 13:12. Im gleichen Jahr gewannen die RedHawks die Meisterschaft in der Mid-American Conference. Gillman wurde zwei Jahre später Head Coach an der University of Cincinnati. Mit den Cincinnati Bearcats konnte er in den Jahren 1949, 1951 und 1952 den Titel in der Mid-American Conference gewinnen. 1954 legte er sein Amt in Cincinnati nieder. Nachdem er sich 1955 erfolglos um das Amt des Headcoachs an der Ohio State University beworben hatte, schloss sich Gillman den Los Angeles Rams an.

### Los Angeles Rams
Gillman fand in Los Angeles eine NFL Mannschaft vor, in welcher zahlreiche All-Stars spielten. So fanden seine Spieler Norm Van Brocklin, Tom Fears, Andy Robustelli, Les Richter und Elroy Hirsch nach ihrer Laufbahn Aufnahme in der Pro Football Hall of Fame. Gillman konnte mit seinem Team 1955 acht von zwölf Spielen gewinnen, unterlag aber im NFL-Endspiel den von Paul Brown trainierten Cleveland Browns mit 14:38. Nach diesem Spiel stagnierten allerdings die Leistungen der Mannschaft. 1959 konnten die Rams nur noch zwei Spiele gewinnen und Gillman legte sein Amt nieder und wurde durch Bob Waterfield ersetzt.

### Los Angeles/San Diego Chargers
Sidney Gillman wurde im Jahr 1960 Head Coach bei den Los Angeles Chargers, die in der neugegründeten AFL angesiedelt waren. Gillman gelang es auf Anhieb das Team in der Spitzengruppe der AFL zu etablieren. Seine Mannschaft konnte in der ersten Saison zehn von 14 Spielen gewinnen, unterlag aber im AFL-Endspiel den Houston Oilers mit 16:24. Nach dieser Saison zogen die Chargers nach San Diego um und nannten sich fortan San Diego Chargers. Auch im Jahr 1961 scheiterte Gillman mit seinen Chargers im AFL Endspiel an den Houston Oilers, diesmal verlor er mit 10:3. Das Jahr 1962 brachte bei den Chargers einen Leistungseinbruch. Allerdings gelang es vor dieser Saison mehrere Nachwuchsspieler wie den Quarterback John Hadl oder den Wide Receiver Lance Alworth zu verpflichten. Im folgenden Jahr sollten sich diese Verpflichtungen positiv auswirken. Alworth fing in seinem zweiten Spieljahr Pässe für einen Raumgewinn von 1205 Yards und konnte elf Pässen zu Touchdowns verwerten. Zusammen mit dem Halfback Paul Lowe, der 1010 Yards Raumgewinn erlaufen konnte, trug Alworth so entscheidend zum Einzug seiner Mannschaft in das AFL Meisterschaftsspiel bei. Gegner in dem Spiel waren die Boston Patriots, die beim 51:10-Sieg der Chargers chancenlos blieben. Alworth und sein Mitspieler auf der Fullback Position Keith Lincoln hatten in diesem Endspiel Pässe für einen Raumgewinn von 200 Yards fangen können.
Auch die beiden Folgejahren liefen für die Chargers erfolgreich. Ein Titelgewinn gelang ihnen allerdings nicht. Nach der Regular Season 1964 musste sich das Team aus Kalifornien den Buffalo Bills mit 20:7 im Meisterschaftsspiel geschlagen geben, 1965 folgte ebenfalls im Endspiel eine erneute 23:0-Niederlage gegen die Bills. Die Chargers konnten sich in den nächsten drei Spieljahren in der Spitzengruppe der AFL etablieren. Ein Einzug in das Endspiel gelang Gillman nicht mehr. Im Jahr 1969 erkrankte Gillman schwer und wurde im Laufe der Saison durch Charlie Waller ersetzt. Waller blieb auch in der nachfolgenden Spielrunde Trainer der Chargers, bevor Gillman für die Saison 1971 an die Seitenlinie zurückkehrte. Seine angeschlagene Gesundheit veranlasste ihn nach dieser Saison sein Amt zur Verfügung zu stellen.

### Houston Oilers
Im Jahr 1973 erhielt Gillman ein Angebot der Houston Oilers für die Stelle des General Managers. Gillman nahm an und löste aufgrund von Erfolglosigkeit im Laufe der Saison den Trainer ab und setzte sich selbst an dessen Stelle. Die Saison der Oilers konnte allerdings nicht mehr gerettet werden. Das Team aus Houston konnte nur eines von 14 Spielen gewinnen. Gillman gelang es im Folgejahr die Mannschaft zu einem ausgeglichenen Ergebnis zu führen, was ihm die Wahl zum NFL Coach of the Year einbrachte. Nachdem er sich mit dem Besitzer der Oilers Bud Adams überworfen hatte, trat Gillman nach der Saison 1974 von sämtlichen Funktionen zurück.

### Tätigkeit als Assistenztrainer
Auch nachdem er die Oilers verlassen hatte, blieb Sid Gillman dem Profifootball verbunden. Im Jahr 1977 wurde er Assistenztrainer bei den Chicago Bears. Er war dort für die Offense der Mannschaft verantwortlich. Nach einem Jahr verließ er die Mannschaft wieder um sich 1979 den Philadelphia Eagles anzuschließen. Gillman war in Philadelphia für die Betreuung der Quarterbacks verantwortlich. Im Jahr 1980 gelang es seinem Schützling Ron Jaworski die Mannschaft in das NFC Championship Game gegen die Dallas Cowboys zu führen. Die Eagles gewannen mit 20:7, unterlagen im Super Bowl XIV allerdings den Oakland Raiders mit 27:10.
Im Jahr 1983 wurde Gillman Manager bei den Oklahoma Outlaws, die in der kurzzeitig existenten United States Football League (USFL), spielten. Bei den Outlaws war er verantwortlich für die Verpflichtung von Quarterback Doug Williams. Nachdem die Liga den Spielbetrieb eingestellt hatte, kehrte er als Assistenztrainer zu den Eagles zurück. 1987 wurde er Berater an der University of Pittsburgh. Nach dieser Tätigkeit setzte er sich endgültig zur Ruhe.

## Bedeutung für den Footballsport
Sid Gillman war einer der ersten Trainer in der Footballgeschichte, die den Pass als überwiegendes Angriffsmittel in der Offense etablierten. Er war der Meinung, dass spielentscheidende Angriffsspielzüge nur durch einen Pass erreicht werden können. Gillman war der erste Trainer, der die West Coast Offense als Angriffstaktik einsetzte. Diese Angriffsvariante basiert darauf, mit kurzen schnellen Passspielzügen den gegnerischen Abwehrverband auseinanderzuziehen, um Lücken für das Laufspiel oder für lange Pässe zu schaffen. Zahlreiche Trainer, die in späteren Jahren zu Erfolgen kamen, dienten unter Gillman oder wurden von ihm motiviert. Gillman verfügt über einen der eindrucksvollsten Coaching trees der NFL-Geschichte:
- Chuck Noll war langjähriger Assistenztrainer von Gillman bei den Chargers. Er ist einer der erfolgreichsten Trainer der Footballgeschichte und gewann mit den Pittsburgh Steelers viermal den Super Bowl. Noll ist Mitglied in der Pro Football Hall of Fame.
- George Allen war im Jahr 1957 Assistent von Gillman bei den Los Angeles Rams. Er gewann mit den Washington Redskins 1972 die NFC Meisterschaft. Er wurde im Jahr 2002 in die Pro Football Hall of Fame aufgenommen.
- Al Davis diente von 1960 bis 1962 als Assistent unter Gillman bei den Chargers. Er war danach Trainer der Oakland Raiders, die er später erwarb und als dessen General Manager er fungierte. Sein Team gewann dreimal den Super Bowl. Al Davis fand im Jahr 1992 Aufnahme in die Pro Football Hall of Fame.
- Dick Vermeil war im Jahr 1980 Head Coach der Philadelphia Eagles und gewann mit seiner Mannschaft in diesem Jahr die NFC Meisterschaft. Im Jahr 1999 gelang ihm mit den St. Louis Rams der Gewinn von Super Bowl XXXIV.
- Bill Walsh trainierte von 1979 bis 1988 die San Francisco 49ers. Er führte dort die West Coast Offense ein und entwickelte sie weiter. Walsh gewann mit den 49ers dreimal den Super Bowl. Im Jahr 1993 wurde er mit der Aufnahme in die Pro Football Hall of Fame geehrt.[21][22]
- Don Coryell war Trainer der San Diego State University als Gillman die Chargers trainierte. Er studierte die Trainingsmethoden von Gillman und war einer seiner Nachfolger als Trainer der Chargers, die er von 1978 bis 1986 betreute. Zusammen mit seinem Quarterback Dan Fouts entwickelte er die West Coast Offense weiter. In den Jahren 1978 bis 1983 und 1985 stellte seine Offense den stärksten Passangriff der Liga. Seine Mannschaft ging als Air Coryell in die Footballgeschichte ein.[21][22]

Gillman war der Initiator für die Einführung des AFL–NFL World Championship Game. Im Jahr 1963 schlug er Pete Rozelle, dem Geschäftsführer der NFL, ein gemeinsames Endspiel zwischen dem Meister der NFL und der AFL vor. Im Jahr 1967 wurde schließlich das erste AFL–NFL World Championship Game ausgetragen, welches später in Super Bowl I umbenannt wurde. Ihm ist es zu verdanken, dass die Spielertrikots mit den Namen der Spieler versehen sind. Bereits als College Trainer benutzte er Filmaufnahmen zur Analyse gegnerischer Mannschaften. Zahlreiche Spieler von Sid Gillman, wie Larry Little, Ron Mix, Earl Campbell, Norm Van Brocklin oder Lance Alworth wurden nach ihrer Laufbahn in die Pro Football Hall of Fame aufgenommen.

## Ehrungen
Sidney Gillman ist Mitglied in der National Jewish Sports Hall of Fame, in der International Jewish Sports Hall of Fame, in der San Diego Hall of Champions, in der San Diego Chargers Hall of Fame, in der Ohio State University Sports Hall of Fame, im American Football League All-Time Team und in der Pro Football Hall of Fame sowie in der College Football Hall of Fame. Nach der Saison 1974 wurde er zum NFL Coach of the Year gewählt.

## Außerhalb der Arena
Sid Gillman lernte seine Ehefrau Esther bereits auf der High School in Minneapolis kennen. Seit seiner Schulzeit war er ein begeisterter Jazzpianist und Fan von Art Tatum. 1960 wirkte er neben Chuck Connors in einer Episode der Westernfernsehserie The Rifleman mit.
Sidney Gillman starb eines natürlichen Todes und ist im Hillside Memorial Park in Culver City, Kalifornien, beerdigt.